# Kardanski prijenos
Kardanski prijenos (po G. Cardanu) služi za prijenos snage, odnosno okretnog momenta, između pojedinih razmaknutih pogonskih sklopova automobila koji nisu međusobno kruto vezani, ili im se osi vratila ne poklapaju, ili je čak međusobni položaj pojedinih sklopova promjenjiv. Pri takozvanom klasičnom pogonu automobila (motor sprijeda pokreće kotače stražnje osovine), pod djelovanjem neravnina tla stražnji prijenos neprestano mijenja svoj položaj s obzirom na izlaznu osovinu mjenjača brzine (prednji dio automobila). U tom slučaju kardanski prijenos se sastoji od dva kardanska zgloba i kardanske osovine.
Zbog pregibanja, kardanskoj se osovini mijenja duljina. Zbog toga mora kardanska osovina biti vezana s jednim kardanskim zglobom s pomoću žlijebaste osovine ili pak kakvim elastičnim dijelom, kako bi se osovina mogla produživati u smjeru svoje osi, ali da ipak u cijelosti prenosi moment sile.
Kinematika kardanskog mehanizma pokazuje da se kutna brzina čvrste ili kruto uležištene osovine ne prenosi jednolično na kardansku osovinu, čim ona odstupa za neki kut od smjera čvrste osovine. Što je taj kut veći, to je veća i nejednoličnost prijenosa kutne brzine. Ako je na primjer kutna brzina 400 okretaja/minuti, a otklon kardanske osovine 10º, kardanska osovina će se okretati od 406 do 394 okretaja/minuti. Ako je otklon kardanske osovine 20º, kardanska osovina će se okretati od 425 do 375 okretaja/minuti. Ovakve promjene u kutnim brzinama izazivaju dodatna dinamička naprezanja.
Kardanski prijenos je dobio naziv prema talijanskom matematičaru Girolamu Cardanu, koji je prvi predložio takvu vrstu prijenosa.

## Kardanski zglob ili križni zglob
Kardanski zglob (po G. Cardanu) je zglobno učvršćenje dvaju strojnih dijelova kojim se omogućuje njihovo međusobno zakretanje oko dviju osi. Najčešće se primjenjuje za prijenos snage među vratilima postavljenima pod nekim kutom, koji se tijekom rada može i mijenjati. Kardansko vratilo naziv je za zglobno vratilo s jednim ili više kardanskih zglobova. Najčešće se koristi za prijenos snage s mjenjača na pogonske parove kotača u automobilima.
Križni zglob ili kardanski zglob je sastavljen od dviju zglobnih vilica spojenih križem na kojem su pravokutno jedan naspram drugome oslonjeni čepovi. Vratila sastavljena takvim kardanskim zglobom mogu se okretati i onda kada njihove osi nisu usporedne, odnosno kada mijenjaju međusobni kut.
Trenje koje pri tome nastaje između vilica i križa smanjuju bilo igličasti ležaji bilo klizne ležajne košuljice. Ležaji su nataknuti na čepove križa, a u vilicama ih drže sigurnosni opružni prsteni. Suvremene križne zglobove nije potrebno posebno održavati, jer su njihovi ležaji trajno napunjeni ležajnom mašću i zabrtvljeni. A neki zglobovi imaju mazalice, koje treba povremeno puniti novom mašću.
Okretni moment se između dvaju križnim zglobom spojenih vratila ne prenosi sasvim jednakomjerno; nejednakomjernije što su veći kutovi u koljenu između vratila. A budući da je pri klasičnom pogonu kardansko vratilo relativno dugo, u zglobovima se savija samo pod malim kutovima, tako da su brzine okretanja na pogonjenoj i pogonskoj strani kardanskog vratila gotovo sasvim jednakomjerne.
Kod automobila s prednjim pogonom ili s motorom straga, križni zglobovi izravnavaju oscilacije pogonskih vratila (poluvratila ili poluosovina) koja prenose snagu na pogonske kotače. Osim toga u automobilima s prednjim pogonom na vanjskim stranama pogonskih vratila kotača mora biti kuglasti zglob koji na vratilima koja se okreću omogućava okretanje kotača upravljačem, a istodobno prati oscilacije kotača na oprugama.

### Prigušivanje udaraca pri pogonu kotača
Kad pokrećete automobil s mjesta, nastaje udarac koji se preko uređaja za prijenos snage prenosi do pogonjene osovine. Dok u automobilima s klasičnim pogonom dugo kardansko vratilo taj udarac ublažava uvijanjem oko svoje osi, kod prednjeg pogona ili motora straga kratka pogonska vratila kotača to ne mogu uraditi. Stoga se u njih ugrađuju dodatni elastični elementi da bi do određene mjere mogli popustiti.
Upotrebljava se više vrsta zglobova, koji u prijenosu snage prigušuju udare i omogućavaju manje ili veće kutne otklone vratila. U jednoj od izvedbi vilice križnog zgloba spaja križ koji na čepovima ima gumene tuljke. Elastična guma djeluje kao prigušivač udara.
Češće se nailazi i na zglob od dviju trokutnih prirubnica, između kojih je šestorubna pločica od gume ojačane tkaninom, koja ublažava nejednakomjernosti u pogonu. Gumeni uložak je medu prirubnicama pričvršćen svornjacima, tako da su mjesta na kojima su prirubnice pričvršćene unakrsno. Zahvaljujući elastičnosti gume takav zglob omogućava i manje uzdužne pomake pogonskog vratila kotača, tako da klizni uložak nije potreban. Posebnu teškoću uzrokuju zglobovi kada pogonska vratila okreću prednje kotače automobila i moraju omogućiti otklone vratila za 30° i više. Tada se pri prednjem pogonu upotrebljavaju takozvani homokinetički zglobovi.

## Kardanska spojka ili spojka s križnim zglobom
Kardanska spojka ili spojka s križnim zglobom izrađuje se za promjere vratila do 200 milimetara i kut nagiba vratila do 15°. Sastoji se od dviju glavina u obliku viljuške od lijevanog željeza, s krajevima u obliku čepova, koji su križno uležišteni u vanjskom prstenu (kardanski prsten). Oba vratila mogu se postaviti u bilo koji položaj. 
Gonjeno vratilo okreće se nejednoliko i njegova brzina se mijenja u toku jednog okreta između:
{\displaystyle n_{max}={\frac {n}{\cos \alpha }}}
i
{\displaystyle n_{min}=n\cdot \cos \alpha }
gdje je: n - broj okretaja pogonskog vratila, α - kut nagiba vratila.
Da bi se to izbjeglo, potrebno je ugraditi međuvratilo s dva zgloba, koje se onda vrti (rotira) nejednoliko s malim momentom tromosti. Međuvratilom mogu pogonsko i gonjeno vratilo zatvarati međusobno kut do 30° ili se mogu postaviti na veće uzdužne (radijalne) udaljenosti (paralelno). Preduvjet za to je da su oba kuta nagiba α jednaka i da oba zgloba imaju isti položaj, jer bi se inače nejednolikost udvostručila.
Ako se paralelno udaljenost vratila mora mijenjati u toku rada, tada međuvratilo dobiva teleskopsko vođenje. Teleskopsko vratilo sastoji se od poluge s uzdužnim utorom, uložene u tuljku, u kojem se nalazi pero s čepom. To omogućuje znatno uzdužno međusobno pomicanje tuljka i poluge pri djelovanju okretnog momenta. Klizne dijelove zgloba i teleskopa treba obilno podmazivati. Kod većih okretnih momenata, teleskopska vodilica se sastoji od klinasta vratila i uzdužno (aksijalno) pomične klinaste glavine, kao tuljka.

## Vanjske poveznice
|  | Zajednički poslužitelj ima još gradiva o temi Kardanski prijenos |